# Colin McRae Rally
Colin McRae Rally é a saga de jogos de corrida de rali da Codemasters. É a série de jogos de rali comercialmente mais popular. Usa o nome do finado campeão do Campeonato Mundial de Rali Colin McRae, que auxiliou com conselhos técnicos durante seu desenvolvimento.

## Jogos

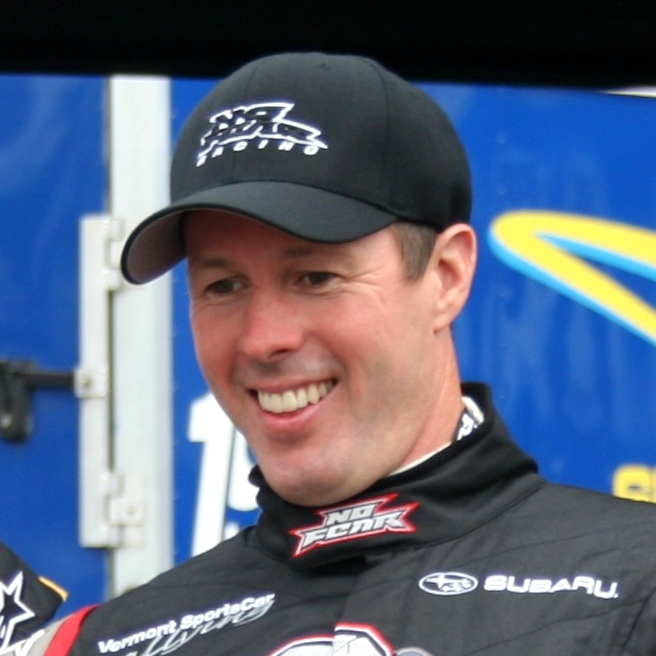
Colin McRae em 2007.

Abaixo uma lista com os jogos da série.

### Colin McRae Rally
- Plataformas: PlayStation,[1] Windows e Game Boy Color
- Lançamento: 1998

### Colin McRae Rally 2.0
- Plataformas: PlayStation, Windows[2]
- Lançamento: 2000

### Colin McRae Rally 3
- Plataformas: PlayStation 2, Windows,[3] Xbox
- Lançamento: 2002

### Colin McRae Rally 04
- Plataformas: PlayStation 2,[4] Windows, Xbox
- Lançamento: 2003

### Colin McRae Rally 2005
- Plataformas: N-Gage, PlayStation 2, PlayStation Portable, Windows, Xbox[5]
- Lançamento: 2004

### Colin McRae: Dirt
- Plataformas: PlayStation 3,[6] Windows, Xbox 360
- Lançamento: 2007

### Colin McRae Rally Mac
- Plataformas: Mac OS[7]
- Lançamento: 2007

### Colin McRae: Dirt 2
- Plataformas: Nintendo DS, PlayStation 3, PlayStation Portable, Windows, Wii, Xbox 360[8]
- Lançamento: 2009

### Dirt 3
- Plataformas: PlayStation 3, Windows,[9] Xbox 360
- Lançamento: 2011

### Dirt: Showdown
- Plataformas: PlayStation 3, Windows e Xbox 360.[10][11][12][13][14]
- Lançamento: 2012

### Colin McRae Rally
- Plataformas: iOS, Android, OS X e Windows
- Lançamento: 2013

### Dirt Rally
- Plataformas: Windows, PlayStation 4, Xbox One e Linux
- Lançamento: 2015

### Dirt 4
- Plataformas: Windows, PlayStation 4 e Xbox One
- Lançamento: 2017

### Dirt Rally 2.0
- Plataformas: Windows, PlayStation 4, Xbox One e Linux
- Lançamento: 2019

### Dirt 5
- Plataformas: Windows, PlayStation 4, PlayStation 5, Xbox One e Xbox Series X e Series S
- Lançamento: 2020